# Georges Folgoas
 (juin 2009).
Si vous disposez d'ouvrages ou d'articles de référence ou si vous connaissez des sites web de qualité traitant du thème abordé ici, merci de compléter l'article en donnant les références utiles à sa vérifiabilité et en les liant à la section « Notes et références ».
Georges Folgoas est un réalisateur et producteur de télévision français, né le 27 juillet 1927 à Asnières-sur-Seine et mort le 3 juillet 2008 à Saint-Lubin-de-la-Haye.

## Biographie

### Étude et première orientation
Né de parents bretons, Georges, tapissier, et Germaine, couturière qui a travaillé dans une grande maison de couture en Angleterre, Claude Georges Folgoas, leur fils unique, surnommé « Claudic », renonce à reprendre l’entreprise familiale. Il décide ainsi de poursuivre des études d’ingénieur électrique pensant qu’il y aurait un lien direct avec le monde de la télévision où il souhaite faire carrière.
Pendant un certain temps, il exercera la profession de dépanneur de postes de radio. Il suivra également un enseignement théâtral aux cours Simon et au Conservatoire national de musique et d'art dramatique. Cependant, afin de se marier et de fonder une famille, le futur réalisateur décide de s’orienter finalement vers la carrière de réalisateur de télévision, profession qu'il exercera pendant près de cinquante ans.

### Ses débuts à la télévision
La même année que celle de son mariage avec Claude Bonneville, en 1949, il commence sa carrière à la télévision lorsque sa marraine comédienne, Simone Heliard, le présente à Roger Féral, journaliste, écrivain, animateur et producteur des émissions télévisées Paris-Club et Télé-Paris. Lors de son entretien avec le directeur de la RTF, ce dernier lui dit : « Jeune homme ne vous asseyez pas, je suis viré depuis ce matin. » Hormis cet accueil surprenant la rencontre se poursuit.
C’est ainsi que Georges Folgoas est engagé à la télévision, ne touchant pour cela aucune rémunération, étant donné que le statut d’assistant n’était pas encore réellement défini. La RTF ne présentant à cette époque que quelques heures d’émissions, notamment le Journal Télévisé, Georges Folgoas travaillera en grande partie avec des journalistes tels que Pierre Sabbagh et Jacques Sallebert. Au fil du temps, il obtiendra enfin un contrat de travail rémunéré. Cependant, ce contrat sera équivalent à un simple cachet de figurant, le poste d’assistant n’existant toujours pas.
En dehors de la télévision, il vivra quelques années avec sa femme dans la maison du Jardin des Plantes de Paris avec ses beaux-parents, son beau-père étant directeur du Muséum national d'histoire naturelle.

### Les premières émissions
Le Chat noir, ancien cabaret de Montmartre va inspirer une émission de télévision diffusée en soirée et à laquelle participera Georges Folgoas. Ce nouveau projet aura pour concept de faire revivre des chansons qui étaient interprétées à l’époque du fameux cabaret, dont le décor aura été totalement reconstruit en studio et où les figurants seront habillés à la mode 1900. Le réalisateur n’était autre que le metteur en scène d’Opéra, Max Derieux. Cependant, se retrouvant bien souvent accaparé par son autre fonction et devenant de plus en plus rare sur le plateau du fait de générales à l’Opéra, ce dernier demande à Georges Folgoas de le remplacer à la réalisation. C’est ainsi que démarra sa très longue carrière à la télévision.
Par la suite, en 1958, il sera chargé de réaliser la toute première retransmission au monde d’une messe à la télévision, celle du Mont Saint-Michel. Les messes seront ainsi, par la suite, retransmises hebdomadairement, répétées les samedis après-midi, puis filmées le dimanche matin dans la rue Saint-Honoré avec la présence de toute l’équipe, qui comptait environ quatre réalisateurs.
Jean D’Arcy, alors directeur des programmes de la télévision française depuis 1952, ayant des opinions divergentes de celles de Georges Folgoas, le charge d’une émission délicate à réaliser, celle de la Messe de minuit en eurovision, présentée par Claude Darget et qui sera un grand succès télévisuel, au point de conduire Jean D’arcy à l’en féliciter. Cette émission restera l’un des moments clés de sa carrière à la télévision.
En 1951, la télévision scolaire est créée au CNDP. Les émissions proposées seront d’une durée d’une demi-heure et destinées aux élèves des études primaires, secondaires et techniques. Ces programmes financés par le ministère de l’Éducation nationale sont ainsi réalisés dans les studios de la rue de Cognacq-Jay appartenant à la RTF.
En 1953, avec l’aide de son grand ami Bernard Chevry, créateur du MIDEM, le marché de l'édition musicale qui se tient à Cannes, ainsi que de nombreuses organisations et manifestations professionnelles liées au monde du jouet, du disque et de la communication, Georges Folgoas sera amené à réaliser quelques émissions destinées aux enfants.
En octobre 1953 naît ainsi un magazine hebdomadaire, Martin et Martine, réalisé par Georges Folgoas et Jacques-Gérard Cornu. Les personnages de Martin et Martine, présentés sous forme de marionnettes, font voyager les téléspectateurs à travers Paris pour leur faire découvrir les principaux monuments et attractions que compte la capitale. Ces promenades sont également agrémentées de jeux, de mimes et d’actualité. L’émission sera ainsi diffusée tous les jeudis de 17h à 17h45. Agnès Folgoas, la fille du réalisateur, âgée de cinq ans, prêtera ses traits à la marionnette Martine.
Georges Folgoas continue sa carrière par la réalisation de l’émission Les compagnons de la chanson. Ce programme avait ainsi pour objectif de suivre ce groupe de chanteurs connus et soutenus par Édith Piaf, durant leur voyage à travers tous les États-Unis, filmant chaque étape, chaque ville et chaque représentation que ces compagnons donnaient. Cependant, cette émission donnait du fil à retordre à Georges Folgoas, qui disait : « Ils ne se rendent pas compte, je ne vois que des autoroutes ». En effet, les nombreux rushs tournés en Amérique ne présentaient principalement que des plans de routes et d’autoroutes américaines, rendant ainsi le montage du programme très compliqué.
Au cours de sa carrière, Georges Folgoas va donc réaliser de nombreux types de programmes, par exemple en filmant le cirque Pinder appartenant à Jean Richard, en créant des émissions de variété présentant de nombreux chanteurs, en réalisant des reportages en collaboration avec le journaliste Michel Péricard. Il consacrera ensuite tout un reportage en direct sur le peintre français Bernard Buffet. Il réalisera également la Kermesse aux étoiles filmée aux jardins des Tuileries, où de grands comédiens, comme Michèle Morgan, venaient pour signer des autographes au public présent.
Puis en 1960, il en revient aux magazines en direct animés par Léon Zitrone et André Parinaud. Il collabore ensuite à la réalisation de dramatiques avec son ami scénariste Georges Conchon (Sept morts sur ordonnance, La Banquière). Il réalisera, enfin, une émission présentée par Pierre Sabbagh, Avis aux amateurs, qui se rendait une fois par semaine chez des personnes, amateurs, collectionneurs ou antiquaires qui présentaient des bibelots rares, des horloges ou autres objets de leurs collections.
Georges Folgoas réalisera également une série de documentaires qui avaient pour concept d’aller interviewer dans leurs pays d’origine différentes autorités, par exemple des premiers ministres, qui se rendraient à Paris peu de temps après. Voyageant ainsi en Finlande, à New York et autres pays, Georges Folgoas se rend un jour au Québec dans le but d’interviewer une personnalité, mais il se révèle finalement que cette personne se trouvait déjà en France, permettant ainsi au réalisateur de profiter d’un agréable voyage.
De 1964 à 1965, Georges Folgoas accompagné de sa femme Claude et de ses trois enfants, Agnès, Sylvia et Yves, ainsi que du Père Raymond Pichard, producteur des émissions religieuse, le réalisateur sera chargé de suivre le Tour de France afin de retransmettre des messes en extérieur à travers la France entière, travail que Claude Bonneville surnomme : « La tournée des messes ». C’est ainsi que Georges Folgoas, le Père Raymond Pichard et son jeune assistant, le désormais bien connu Jean-Michel Di Falco, aujourd’hui évêque, ont retransmis des messes à la Grande Chartreuse, à Oradour-sur-Glane ou encore la messe de minuit à Vézelay.

### Les émissions des Carpentier
En 1964, Georges Folgoas réalise de nombreuses émissions de variétés, notamment par sa rencontre avec Maritie et Gilbert Carpentier et le duo Roger Pierre et Jean-Marc Thibault. De ces rencontres et de ces nouvelles collaborations vont apparaître de nombreux programmes qui rencontreront un grand succès, tel le Sacha Show. Ces émissions, enregistrées aux Buttes-Chaumont pour la plupart, avaient pour intérêt de présenter des chanteurs qui créaient, qui dansaient, habillés dans un panel de costumes variés et qui ne se limitaient pas à chanter. Ces émissions ont eu notamment l’occasion d’accueillir Petula Clark, de voir naître la vocation de meneuse de revue de Sylvie Vartan et de suivre la carrière aux États-Unis de Charles Aznavour, en enregistrant ses représentations à New York et Los Angeles. Puis Georges Folgoas arrête sa collaboration avec Maritie et Gilbert Carpentier lorsqu’il décide de devenir lui-même producteur.

### Rencontre avec Marcel Pagnol
En 1967, sa rencontre avec Marcel Pagnol, pour qui il a une grande admiration, représente un grand moment de sa vie. Par l’entremise d’un jeune garçon travaillant à la télévision et fils d'Orane Demazis, un déjeuner est organisé. Une réelle amitié naît alors entre les deux hommes ainsi qu’entre les deux familles.
Responsable, en 1965, des émissions de la semaine de Noël, Georges Folgoas décide de tourner Merlusse pour le soir du 24 décembre. Ce sera un grand succès, donnant lieu à une adaptation émouvante, impressionnante et tendre et dont le personnage de Merlusse est interprété par Georges Wilson.

### Au théâtre ce soir
Tout a commencé au théâtre de L’Ambigu, derrière la porte Saint-Martin à Paris. Ce soir là, Georges Folgoas et Pierre Sabbagh se rendent ensemble voir une pièce de Raymond Souplex, chansonnier très connu intitulé Le dernier Tiercé. La pièce plaît alors aux deux hommes et pousse Georges Folgoas à déclarer: « C’est dommage qu’on ne puisse pas l’enregistrer », phrase à laquelle répond Pierre Sabbagh : « C’est une idée. » Ainsi commence la conception de l’émission Au théâtre ce soir.
Pierre Sabbagh pense alors à tourner ces pièces au théâtre Marigny, en face de l’Élysée, et propose à la directrice du théâtre de l’époque, l’actrice Elvire Popesco, de louer les lieux à l’ORTF. Elle accepte. Une régie est alors installée sur place, tout est mis en œuvre pour faciliter la captation de la représentation. Le programme des pièces est alors planifiée à l’année, proposant aussi bien des pièces classiques que modernes.
L’émission était ainsi réalisée toutes les semaines, une unique répétition était organisée la veille, c’est-à-dire le vendredi. Au théâtre ce soir était tourné le samedi après-midi, vers 14 h, afin de terminer l’enregistrement rapidement pour changer les décors, retirer la totalité du matériel et pour qu’une autre pièce soit jouée au théâtre Marigny le soir même. Au théâtre ce soir aura un grand succès et révélera des comédiens tels que Sabine Azéma et Pierre Arditi.
Lorsque Pierre Sabbagh devient directeur de la deuxième chaîne, il cède sa place de réalisateur de Au théâtre ce soir à Georges Folgoas. Il gardera ce poste jusqu’à ce que Pierre Sabbagh reprenne sa place à la suite de la perte de son poste de directeur.

### L’Ami Fritz
Étant responsable des programmes de Noël à deux reprises, Georges Folgoas décide, en 1967, de présenter une adaptation de l’Ami Fritz, écrite par le scénariste Georges Conchon, sur une musique du compositeur Georges van Parys et avec Dominique Paturel et Henri Virlojeux. Le tournage a lieu en Alsace dans le village de Kaysersberg.
Durant le mois de juillet, période du tournage, Georges Folgoas et Dominique Paturel sont chargés de remettre des prix aux petites filles du village et est également organisé un défilé de toute l’équipe, habillés en costumes alsaciens, qui traversent le village en distribuant des vins d’Alsace. Chaque soirée était accompagnée d’un vin d’honneur dans une cave ou d’une invitation chez la femme du maire.
Le tournage de l'Ami Fritz reste donc un grand souvenir pour ceux qui y ont participé, Georges Folgoas soucieux de créer une bonne entente entre tous, une ambiance bon enfant, en essayant de garder toujours la même équipe de tournage.
Par la suite, Georges Folgoas sera envoyé à Cannes tout un été afin de filmer Le bal des petits lits blancs, bal concernant toutes les demoiselles mondaines de 18 ans, devant se revêtir de robes blanches pour l’occasion. Ce programme sera accompagné, durant les mois de juillet à août, par des émissions de variété, présentant des chanteurs, des écrivains. C’est le cas, par exemple, du programme Les tremplins de l’été présenté par José Arthur, qui accueille de jeunes chanteurs envoyés par des maisons de disques et qui sont, par la suite, notés par un jury. Le jeune Alain Bashung, alors totalement inconnu participera à cette émission. Ces jeunes chanteurs devront être bien souvent logés par la famille Folgoas, car les maisons de disques payaient le voyage mais ne leur procuraient pas de logements.

### Midi Magazine
En 1968, lorsque Georges Folgoas remonte à Paris pour réaliser le montage des rushs du bal des petits lits blancs, il rencontre dans un couloir un journaliste qui le recherchait. Ce dernier le charge de trouver une idée d’émission qui serait diffusée avant le journal télévisé, afin d’en remonter la cote de popularité et le charge d’annoncer à Jacques Chabannes et Roger Féral, qui animent depuis près de vingt ans le Paris Club, que leur émission va être annulée et remplacée par un nouveau programme. 
En septembre 1968, lors de la première de Midi Magazine, le succès n’est pas au rendez-vous. La décision est alors prise de prendre des présentateurs plus connus. La speakerine Danièle Gilbert est donc nommée comme présentatrice et sera accompagnée par Jacques Martin, qui n’avait accepté le poste que pour rendre service à Georges Folgoas pendant huit jours. Il y restera pourtant pendant trois ans.
Midi Magazine était ainsi diffusé de 12h30 à 13h. Jacques Martin faisait un véritable numéro, improvisait, présentait des chanteurs et vedettes de renom tels que Gérard Oury, Michèle Morgan, Brigitte Bardot, Louis de Funès et Yves Montand, qui ne désirait participer qu’à des programmes en direct. Le succès est foudroyant, le duo de présentateurs fonctionne.
Par la suite, d’autres présentateurs comme Coluche ou Alex Métayer prendront la place de Jacques Martin, qui quitte l’émission dans le but de devenir comédien. Cependant, cela ne fonctionne plus et l’émission s’arrête.

### Alors raconte
Alors raconte devenue un temps Eh bien raconte (1977), diffusée de 1976 à 1978, est une petite émission de jeu créée à la demande de Maurice Toesca et Jean Cazeneuve. L’idée est de raconter des histoires à la télévision. Georges Folgoas est alors choisi pour réaliser l’émission.
La maquette du programme prévoit ainsi de faire intervenir le chansonnier Jean Amadou et de réunir quatre à cinq personnes comiques. Le président directeur général Jean Cazeneuve est séduit. Sept à huit comédiens sont alors appelés à venir raconter une histoire. Entre chacune de ces histoires sont insérés des sketchs comiques, comme ceux de Thierry Le Luron et de jeunes comédiens inconnus des cafés théâtres, afin de sortir de l’ordinaire.
L’émission va ainsi durer un certain temps car il était proposé aux téléspectateurs d’envoyer eux-mêmes des histoires qui pourraient être diffusées. Le courrier reçu est alors phénoménal, obligeant la production à engager des personnes chargées de lire les courriers et trier les histoires drôles. Afin de rehausser le niveau de l’émission, Georges Folgoas fera appel à Jean Amadou et Edwige Feuillère, qui proposeront des mots d’auteurs. Cette émission aura eu un grand succès, notamment auprès des adolescents pour qui ce programme sera un véritable phénomène.

### Samedi Soir
L’idée de l’émission Samedi Soir est celle de Georges Folgoas. Le concept est ainsi de créer un rendez-vous en soirée, où les artistes, les comédiens se retrouveraient après les spectacles. Pierre Sabbagh accepte alors le projet et Philippe Bouvard est nommé comme présentateur.
Le programme était tourné dans le restaurant parisien chez Maxim’s, dont Bouvard connaissait les propriétaires. La première diffusion de l’émission n’atteint pas le succès escompté. Puis petit à petit l’idée est venue de descendre enregistrer Samedi Soir dans le petit salon du restaurant, comportant un bar, un orchestre, un piano, où règne un décor chaleureux et une ambiance conviviale. L’émission trouve alors son rythme et par là même son public.
Des personnalités, des chanteurs et des comiques participent au programme : le duo Grosso et Modo, Jules et Joe Dassin, Serge Gainsbourg, des jeunes comédiens inconnus venant des cafés-théâtres. L’émission est un succès à tel point que lorsqu’une personne demandait à un taxi de l’emmener Chez Maxim’s, ce dernier répondait: « Vous allez à Samedi soir ? ».
Puis par la suite, l’émission changera de chaîne et de lieu d’enregistrement, déménageant ainsi à la maison de la radio sur le plateau de Midi-Magazine.

### Fin de carrière à Boulogne-Billancourt
À Boulogne-Billancourt, Georges Folgoas se voit proposer par le maire de la commune, Georges Gorse, ancien ministre de l’Information, la direction d’une télévision locale que l’homme politique souhaite créer. Georges Folgoas monte alors une régie, une salle de montage, trouve des caméras, une présentatrice, un assistant, deux journalistes, dont le futur réalisateur Philippe Harel. Cette télévision présente ainsi les informations locales. Cependant, lorsque Georges Gorse quitte la mairie de Boulogne-Billancourt, la chaîne locale de télévision disparaît également.

### Mort
Il meurt à l'âge de 80 ans le 3 juillet 2008 à Saint-Lubin-de-la-Haye, des suites d'un malaise. Son corps est crématisé.

## Réalisations
1951
- Banc d'essai - variété : 2 février 1951
- Spectacle à l'entresol - variété : 20 mars 1951
- Émission antillaise - variété : 15 mai 1951
- Fontaines de Grenade - variété : juin 1951
- Ce soir à Shanghai - variété : 26 juin 1951
- Le Chat noir - variété : décembre 1951

1952
- Entretiens littéraires - documentaire : février 1952
- Banquet de la fraternelle - dramatique en direct : avril 1952
- Folklore Araucan - dramatique (film) : mai 1952
- Le Costaud des Epinettes - dramatique en direct : juin 1952
- Dialogue sur le piano - série musicale

1953
- Télévision scolaire - trois directs par semaine scolaire : de 1953 à 1957
- Martin et Martine - série filmée
- Plaisir des jeunes - série variétés pour jeune en direct
- Les Guignols et nous - dramatique en direct
- Tel express - magazine

1954
- Le Chèque - Documentaire
- Bar bizarre - série variétés
- La Taverne aux chansons  - variétés
- L’Ours - dramatique en direct : 22 avril 1954
- Jardin des mirages - variétés : 17 juin 1954
- Le Cirque étoilé - variétés : 23 juin 1954
- Moulin des variétés - variétés en direct : 29 juillet 1954
- Caprice d’été - variétés : 30 août 1954
- Orléanville - documentaire : 13 septembre 1954
- Recettes de cuisine - série : 20 septembre 1954
- Maurice Chevalier- série : novembre 1954

1955
- Les Compagnons de la chanson - série - reportage - variétés
- Les Inventeurs - série
- Viens à la maison - série
- La Vie en marche - série documentaire

1956
- Rendez-vous à Paris - série variétés
- Rêve de votre vie - série
- Cabaret de Paris - série variétés
- Rendez-vous des inventeurs
- Les Compagnons de la chanson - série

1957
- Télé pok - série
- Musique pour vous - série
- Kermesse aux étoiles - retransmission du gala
- Musée du costume - documentaire à scénario
- À vous de danser - variétés
- La Vie en marche - série
- Course au étoiles - variétés
- Viens à la maison - série variétés
- En direct de… - série
- Le Voyage du papier - reportage

1958
- Viens à la maison
- Télépok - série
- Le Jour du Seigneur - émission catholique dominicale
- En direct de… - série
- Les Joies de la vie - variétés
- Jeux et variétés - variétés
- Voyons un peu - variétés
- Télé match - jeu
- Tribune politique
- Catch - retransmission
- Quand Paris reçoit Paris - variétés
- À vous de jouer
- Exposition de Bruxelles - en direct
- L'Âme en peine - dramatique en direct
- Venez donc chez nous
- Le Haras du Pin - documentaire
- Messe de Minuit

1959
- Le Jour du Seigneur
- L’Ami Fritz - dramatique en direct
- La Ligne de cœur - dramatique en direct
- En direct de… - série
- La vie qui va - Magazine - série
- A vous de jouer - série variétés
- Les Ajoncs refleurissent - documentaire
- Paris Télévision - série

1960
- Le Jour du Seigneur
- La Vie qui va - série
- En direct de… - série
- L'Empire céleste - dramatique
- Paris Télévision - série
- Rue de la Gaîté - variétés
- Rue de la clé de sol - variétés
- Un homme supérieur - dramatique
- On roule à deux - dramatique

1961
- Le Jour du Seigneur
- Avis aux amateurs - série
- Corrida de la victoire - dramatique
- Alhambra - série variétés
- Fernand Raynaud - variétés
- Rencontre avec Saint Martin - dramatique
- En direct de… - série
- Le Québec - documentaire

1962
- Le Jour du Seigneur
- Avis aux amateurs - série
- Afrique noire - documentaire
- Dans la vie faut pas s'en faire - variétés
- Nuit du jouet - variétés
- Dialogue des Carmélites - dramatique
- Orchestre National - captation
- Ah, les femmes - film de variétés
- L’Oiseau du bonheur - dramatique en direct
- Finlande - film documentaire - reportage
- Demandez le programme - série variétés
- Show Manos Hadjikakis - film de variétés
- Messe de Minuit Vezelay

1963
- Nuit du jouet - variétés
- Avis aux amateurs - série
- Carte blanche à… - série variétés
- Le Jour du Seigneur
- Dernier amour - dramatique en direct
- Ah les femmes / numéro 2 - film de variétés
- La Deuxième Chienne - film de variétés
- Salon de l’auto - variétés - film
- Musique pour vous - série
- Souvenir d’Italie - variétés
- La Grande Farandole - série variétés
- Demandez le programme - série variétés
- Carlotta - dramatique en direct
- Portrait sur mesure - variétés à scénario
- Tour et Canotier
- Chaud au soleil - variétés
- Show Jacqueline Maillan - variétés
- Un jour tu verras - variétés

1965
- Avis aux amateurs - série
- Le Jour du Seigneur
- À quoi rêvent… - variétés
- Hello Paris - variétés
- Barberine - dramatique en direct
- Show Jean Richard - variétés à scénario
- Tristan Bernard - variétés à scénario
- La Grande Farandole - série
- Le Troisième Témoin - dramatique en direct
- Show Henri Salvador
- La Grande Lucarne - série variétés
- Les amoureux de la Butte - comédie musicale
- Merlusse - film
- Sacha Show - série
- Les Grands Enfants - série

1966
- Le Jour du Seigneur
- Avis aux amateurs - série
- La Grande Farandole - série
- Sacha show - série
- Rêve de Petits - variétés
- Orion le Tueur - dramatique en direct
- Messieurs les Clowns - variétés
- Valse, carte du tendre - film de variétés
- Anniversaire de Verdun
- Au théâtre ce soir - série
- L’Inconnue d’Arras - dramatique en direct
- Show Raymond Devos
- La Grande Polka
- Show Aznavour
- Messieurs les Clowns - série
- Barrage de la Rance -  reportage  d’inauguration en direct
- Messe de minuit au Mont Saint Michel

1967
- Le Jour du Seigneur
- Avis aux amateurs - série
- Au théâtre ce soir
- Variétés internationales
- 36 chandelles - série
- Les Grands Enfants - série
- La Grande Lucarne - série
- Messieurs les Clowns - série
- Sacha Show - série
- La Grande Farandole - série
- Soirée à Vienne - film de variétés
- L’Ami Fritz - dramatique
- Mademoiselle Virginie - opérette en direct
- Show Aznavour
- Show Maxim’s
- Boulevard Durand - dramatique

1968
- La Grande Farandole  - série
- Au théâtre ce soir
- Les Grands Enfants - série
- Sacha Show - série
- Le Jour du Seigneur
- Fregoli - film de variétés
- Show Jacques Chazot
- Bal des petits lits blancs
- Show Sylvie Vartan ("Jolie poupée")

1969
- Le Jour du Seigneur
- La Grande Farandole - série
- Sacha Show - série
- Les Grands Enfants - série
- Show Johnny Hallyday
- Les Deux Timides - dramatique
- Sacha-Sylvie Show - spectacle de fin d'année réunissant Distel/Vartan

1970
- Sacha Show - série
- La Grande Farandole - série
- Les Grands Amis - série
- Show Gilbert Bécaud
- Show Jacques Martin
- Show Halles de Rungis

1971
- Sacha Show - série
- La Grande Farandole - série
- La Grande Lucarne - série
- Show Jacques Martin - série
- Les Grands Enfants - série
- Sur la pointe des pieds - show
- Mogador - variétés
- Au théâtre ce soir - série

1972
- Souvenir d’enfance de Marcel Pagnol - série
- Sacha show - série
- La grande farandole - série
- Show Jacques Martin
- Les Grands Amis - série
- Référendum électoral
- La Station Chambaudet - dramatique
- L’Amour masqué - opérette
- Orphée aux enfers - opéra comique
- Au théâtre ce soir : Adorable Julia de Marc-Gilbert Sauvajon,

1973
- Au théâtre ce soir  - série
- Les Noces de Jeannette - opérette
- Les Cloches de Corneville - opérette
- Parade de la gendarmerie - reportage

1974
- Au théâtre ce soir - série
- L'art dans le métro - documentaire
- La Grande-duchesse de Gérolstein - opérette

1975
- L'avenir du futur - série : de 1975 à 1982
- Ce petit chemin - variétés
- Paris, carrefour du monde - série variétés
- Rose d’or d’Antibes - reportage
- Tristan Bernard -  variétés à scénario
- Cigalon de Marcel Pagnol - dramatique
- Fêtes de fin d’année à Kaysersberg

1976
- Premier vol du Concorde à Dakar - reportage d’inauguration
- Paris, carrefour du monde - série variétés
- Découvertes TF1 - soirées variétés : de 1976 à 1979

1977
- Fêtes de fin d’année au Castelet

1979
- Nuit des Césars
- Les incollables - série

1980
- Le parti d’en rire - série
- Nuit des Césars
- Les incollables - série

1981
- Gala de l’Union des artistes
- Les Michaud - dramatique

1982
- Dix sur Dix - série fêtes de Noël

1984
- Les choses du jeudi - documentaire variétés
- Ce diable d’homme - retransmission théâtre (Antenne 2)
- Le nouveau testament - retransmission théâtre (Antenne 2)

1985
- Les choses du lundi - documentaire - variétés (TF1)
- Volpone - retransmission théâtre (TF1)
- Les temps difficiles - retransmission  théâtre(Antenne 2)
- La Berlue - retransmission théâtre (Antenne 2)
- On m’appelle Émilie - retransmission théâtre  (Antenne 2)

1986
- Temps libre - documentaire - variétés (TF1)
- Noël au cœur - soirée de Noël (TF1)
- Signes Particuliers - série variétés (FR3)
- Les fonceurs (FR3)
- Lily et Lily (Antenne 2)
- Retransmission Théâtre Antoine (Antenne 2)

1987
- Le câble - film pour la mission câble
- Salon du livre - en direct du Grand Palais (TF1)
- Puisque vous êtes chez vous - émission quotidienne (TF1)
- Double mixte - retransmission théâtre (Antenne 2)
- Harold et Maud - retransmission théâtre (Antenne 2)

1988
- Le ravissement de Scapin - téléfilm (FR3)
- C’est encore mieux l’après-midi -  retransmission théâtre ( Antenne 2)
- Le mari, la femme et la mort - retransmission théâtre ( Antenne 2)
- Le Bluffeur - retransmission théâtre (Antenne 2)
- Émission quotidienne par câble
- Le Ravissement de Scapin  - Diffusion noël (FR3)
- Messe de Minuit à Nîmes - en direct Noël (TF1)
- Diffusion du Bluffeur (Antenne 2)

1989
- La bonne adresse - enregistrement théâtre
- Souvenirs de Marcel Pagnol (Antenne 2)

1990 à 1995
- Enregistrement des pièces de théâtre des scènes parisiennes (Antenne 2)
  - Adélaïde 90
  - Le Diamant Rose
  - Reviens dormir à l'Élysée
  - Oui patron
  - Les jumeaux
  - Une Folie
  - Merlusse
  - La trilogie Marseillaise
  - Topaze
  - Fausse adresse
  - Ouverture de l’année Clovis - Messe de minuit (TF1)

1996
- Rendez-vous (Antenne 2)

1997
- Les Marchands de Gloire - Téléfilm ( Antenne 2)

1998
- Jean III - Théâtre (France 2)
- Nuit de Noce (France 3)

1999
- 1999 : Le Faiseur (téléfilm, 1999), (France 3) d'après Honoré de Balzac, avec Michel Galabru

## Production et réalisation
- Midi Magazine  - émission quotidienne : de 1968
- Été Magazine - quotidienne de vacances d’été : 1969
- Festival de Cannes - Gala : 1970
- Samedi soir - série hebdomadaire : de 1971 à 1974
- Paris Vacances - série variétés : 1971
- Gentil Coquelicot - séries variétés : 1972
- Élections mars - soirée variétés : 1973
- Élections mai - soirée variétés : 1974
- Alors raconte - quotidienne : 1976
- Et bien raconte - quotidienne : de 1976 à 1978
- Smoking et carré blanc : réveillon du 31 décembre 1976
- Fêtes de fin d’année à Perpignan : 1976
- Les inconnus de 19h45 - quotidienne : de 1978 à 1980
- Carré blanc : réveillon 1978
- Les beaux joueurs - série : 1979
- Les paris de TF1 - série quotidienne : de 1980 à 1982
- Relais du dimanche - hebdomadaire été : 1982
- Histoire d’en rire - quotidienne : 1982
- Marions les - quotidienne été : 1982
- Cocktail maison - quotidienne été : 1984